# Мурье, Пьер
Пьер Мурье (фр. Pierre Mourier или Mouriez или Mouries; 1766—1844) — французский военный деятель, бригадный генерал (1811 год), барон (1810 год), участник революционных и наполеоновских войн.

## Биография
Родился в семье крупного торговца древесиной из Лиможа Пьера Мурье (фр. Pierre Mourier, Sieur des Granges; 1730—1812) и его супруги Жанны Меньё (фр. Jeanne Meynieux; 1729—1782). Был студентом Королевского колледжа Сент-Мари в Лиможе, ныне лицей Гей-Люссака. После учёбы он последовал за своим отцом и занялся торговлей лесом. Революция заставила его в возрасте 25 лет присоединиться к Национальным добровольцам. Он был зачислен в 3-й добровольческий батальон Верхней Вьенны 1 сентября 1791 года и 3 октября 1792 года получил звание лейтенанта. 3 сентября 1793 года стал помощником полковника Дави. 31 марта 1795 года стал его адъютантом. 5 октября 1796 года получил звание капитана. 16 июля 1797 года Бонапарт, тогдашний главнокомандующий Итальянской армии, зачислил Мурье в 22-й конно-егерский полк. 4 февраля 1799 года переведён в 11-й гусарский полк. 5 апреля 1799 года попал в плен при Маньяно. В апреле 1801 ода вернулся во Францию.
6 декабря 1801 года зачислен в 5-й конно-егерский полк. 13 октября 1802 года переведён в гвардейский полк конных егерей. 2 сентября 1803 года произведён в командиры эскадрона и возглавил эскадрон конных гренадер гвардии.
21 августа 1805 года дослужился до звания полковника, и получил под своё начало 15-й конно-егерский полк. С 1805 по 1806 годы служил в Италии в составе дивизии Эспаня. 28 марта 1807 года его полк был включён в состав бригады Кольбера, которая была частью 6-го корпуса Великой Армии. Принял участие в Польской кампании. Получил пять сабельных ран и попал в плен при Гуттштадте 5 июня 1807 года. 21 августа 1807 года получил свободу. В 1808 году с бригадой отправился в Испанию.
6 августа 1811 года произведён в бригадные генералы. 25 декабря 1811 года возглавил 9-ю бригаду лёгкой кавалерии (11-й гусарский и 6-й шеволежерский), собранную в Аррасе. С 6 марта 1812 года вновь действовал под началом маршала Нея в составе 3-го корпуса Великой Армии. Участвовал в Русской кампании. Был дважды ранен: 7 сентября при Бородино и 28 ноября при Березине.
22 марта 1813 года получил отпуск для восстановления здоровья. 1 июня 1813 года сменил Риште в 6-й дивизии 3-го кавалерийского корпуса. Участвовал в Саксонской кампании.
25 января 1814 года возглавил кавалерийское депо в Версале. 12 марта 1814 года возглавил бригаду в дивизии Беркейма в Шампани.
С 1 сентября 1814 года без служебного назначения. 18 октября 1814 года возглавил департамент Крёз. 15 ноября 1815 года оставил пост. 1 июля 1818 года вернулся к службе в качестве инспектора кавалерии 10-го и 11-го военных округов. После этого занимал различные административные должности, пока 5 апреля 1832 года не был отправлен в отставку.
Умер 31 августа 1844 года в родном Лиможе. Генерал был холост, и не оставил потомков.

## Воинские звания
- Волонтёр (1 сентября 1791 года);
- Лейтенант (3 октября 1792 года);
- Капитан (5 октября 1796 года);
- Капитан гвардии (13 октября 1802 года);
- Командир эскадрона (2 сентября 1803 года);
- Полковник (21 августа 1805 года);
- Бригадный генерал (6 августа 1811 года).

## Титулы
- Барон Мурье и Империи (фр. baron Mourier et de l'Empire; декрет от 19 марта 1808 года, патент подтверждён 9 января 1810 года в Париже)[2][3].

## Награды
Легионер ордена Почётного легиона (18 декабря 1803 года)
 Офицер ордена Почётного легиона (14 июня 1804 года)
 Коммандан ордена Почётного легиона (2 сентября 1812 года)
 Кавалер Военного ордена Святого Людовика (19 июля 1814 года)